# Bhaktiyoga

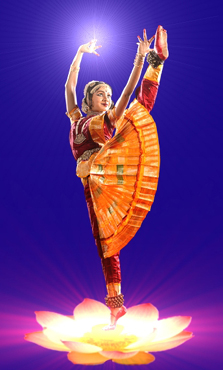
Bharata Natyam-dansösens högra hand bildar med tre fingrar den heliga stavelsen Om. Vänstra handen visar det eviga ljusets lotusblomma. Hennes ögon riktas mot den högsta gudomen. Det lyftade vänstra benet symboliserar medvetandets snabba uppstigande från jord till himmel

Bhaktiyoga (hängivenhetens yoga), även bhaktimarga, är en av yogans vägar tillsammans med jnanayoga (kunskapens  yoga), karmayoga (handlingens yoga) och rajayoga (kontrollens yoga).

## Bakgrund
Bhaktiyoga nämns först i Bhagavadgita.

## Särdrag
Bhaktiyoga är hängivenhetens yoga och syftar på kärlek och hängivenhet. Målet för bhaktiyoga är att utveckla ett kärleksfullt förhållande till Gud. Bhaktiyoga är överlägsen både karmayoga och jnanayoga som väg för att nå moksha.

## Utbredning
Bhaktiyoga utövas främst i bhaktirörelsen.[källa behövs]